# Développeur full stack
 (avril 2016).
Si vous disposez d'ouvrages ou d'articles de référence ou si vous connaissez des sites web de qualité traitant du thème abordé ici, merci de compléter l'article en donnant les références utiles à sa vérifiabilité et en les liant à la section « Notes et références ».
Un développeur full stack est un développeur web capable de réaliser la programmation d’un site ou d'une application web à la fois en front-end et back-end. Il dispose ainsi de compétences variées lui permettant de travailler sur chaque étape d'un projet de création allant du développement à la production.
De façon plus précise, il est capable de :
- configurer l'infrastructure d'un projet ainsi que les dépendances entre les différents composants logiciels à utiliser ;
- concevoir, manipuler et interroger des bases de données comme PostgreSQL, MySQL, MongoDB, Redis ;
- concevoir le code de back-end et les API d'accès à ces données sous forme de services web, en utilisant des langages tels que Java, Python, Ruby, PHP, JavaScript ;
- concevoir le code de front-end qui est exécuté sur la plate-forme de l'utilisateur, le plus souvent dans un navigateur Web sur un smartphone ou un ordinateur de bureau, dans des langages tels que JavaScript, HTML, CSS et possiblement des frameworks comme React, Vue ou Angular.
- intégrer les bonnes pratiques pour assurer la sécurité des produits conçus.
- mise en production de la solution.
- maintenance de la solution.
- de gérer et planifier un projet avec des méthodes de gestion de projet comme PERT ou Gantt, ou de méthodes agiles telles que Scrum ou Kanban ;
- d'interagir avec le client, cerner et définir ses besoins, s'adapter lorsque ceux-ci évoluent ;
- documenter l'ensemble des parties d'un projet.

Un développeur full stack est ainsi familiarisé avec chacune de ces couches, même s'il a souvent une affinité ou des compétences plus étendues dans l'une d'elles. 
Ses compétences variées lui permettent de gérer des projets de petite à moyenne envergure, tant en termes de volume de travail que de complexité, sans avoir besoin de faire appel à d’autres développeurs. Pour des projets de grande envergure, ses connaissances approfondies restent un atout précieux au sein d’une équipe : il comprend comment les différentes parties interagissent et s’articulent, et peut proposer des choix techniques judicieux.